# Юнацька збірна Ісландії з футболу (U-16)
Юнацька збірна Ісландії з футболу (U-16) — національна футбольна збірна Ісландії, що складається із гравців віком до 16 років. Керівництво командою здійснює Футбольна асоціація Ісландії. Збірна може брати участь у товариських і регіональних змаганнях.
Формує найближчий кадровий резерв для основної юнацької збірної, команди до 17 років, яка може кваліфікуватися на Юнацький чемпіонат Європи з футболу (U-17). До зміни формату юнацьких чемпіонатів Європи у 2001 році саме команда 16-річних функціонувала як одна з основних юнацьких збірних і боролася за право участі у відповідній континентальній юнацькій першості з футболу, а до 1991 року — і на чемпіонаті світу U-16.

## Юнацький чемпіонат світу (U-16)
| Рік    | Результат         | І                 | В                 | Н                 | П                 | Г+                | Г-                | GD                |                   |
| ------ | ----------------- | ----------------- | ----------------- | ----------------- | ----------------- | ----------------- | ----------------- | ----------------- | ----------------- |
| 1982   | відбірковий раунд | відбірковий раунд | відбірковий раунд | відбірковий раунд | відбірковий раунд | відбірковий раунд | відбірковий раунд | відбірковий раунд | відбірковий раунд |
| 1984   | відбірковий раунд | відбірковий раунд | відбірковий раунд | відбірковий раунд | відбірковий раунд | відбірковий раунд | відбірковий раунд | відбірковий раунд | відбірковий раунд |
| 1985   | 16-е              | 3                 | 0                 | 0                 | 3                 | 0                 | 10                | -10               |                   |
| 1986   | відбірковий раунд | відбірковий раунд | відбірковий раунд | відбірковий раунд | відбірковий раунд | відбірковий раунд | відбірковий раунд | відбірковий раунд | відбірковий раунд |
| 1987   | відбірковий раунд | відбірковий раунд | відбірковий раунд | відбірковий раунд | відбірковий раунд | відбірковий раунд | відбірковий раунд | відбірковий раунд | відбірковий раунд |
| 1988   | відбірковий раунд | відбірковий раунд | відбірковий раунд | відбірковий раунд | відбірковий раунд | відбірковий раунд | відбірковий раунд | відбірковий раунд | відбірковий раунд |
| 1989   | відбірковий раунд | відбірковий раунд | відбірковий раунд | відбірковий раунд | відбірковий раунд | відбірковий раунд | відбірковий раунд | відбірковий раунд | відбірковий раунд |
| 1990   | відбірковий раунд | відбірковий раунд | відбірковий раунд | відбірковий раунд | відбірковий раунд | відбірковий раунд | відбірковий раунд | відбірковий раунд | відбірковий раунд |
| 1991   | 11-е              | 3                 | 1                 | 0                 | 2                 | 3                 | 5                 | -2                |                   |
| 1992   | відбірковий раунд | відбірковий раунд | відбірковий раунд | відбірковий раунд | відбірковий раунд | відбірковий раунд | відбірковий раунд | відбірковий раунд | відбірковий раунд |
| 1993   | 11-е              | 3                 | 1                 | 0                 | 2                 | 6                 | 5                 | +1                |                   |
| 1994   | 15-е              | 3                 | 0                 | 0                 | 3                 | 3                 | 6                 | -3                |                   |
| 1995   | відбірковий раунд | відбірковий раунд | відбірковий раунд | відбірковий раунд | відбірковий раунд | відбірковий раунд | відбірковий раунд | відбірковий раунд | відбірковий раунд |
| 1996   | відбірковий раунд | відбірковий раунд | відбірковий раунд | відбірковий раунд | відбірковий раунд | відбірковий раунд | відбірковий раунд | відбірковий раунд | відбірковий раунд |
| 1997   | 11-е              | 3                 | 1                 | 0                 | 2                 | 2                 | 5                 | -3                |                   |
| 1998   | 15-е              | 3                 | 0                 | 1                 | 2                 | 1                 | 4                 | -3                |                   |
| 1999   | відбірковий раунд | відбірковий раунд | відбірковий раунд | відбірковий раунд | відбірковий раунд | відбірковий раунд | відбірковий раунд | відбірковий раунд | відбірковий раунд |
| 2000   | відбірковий раунд | відбірковий раунд | відбірковий раунд | відбірковий раунд | відбірковий раунд | відбірковий раунд | відбірковий раунд | відбірковий раунд | відбірковий раунд |
| 2001   | відбірковий раунд | відбірковий раунд | відбірковий раунд | відбірковий раунд | відбірковий раунд | відбірковий раунд | відбірковий раунд | відбірковий раунд | відбірковий раунд |
| Усього | 9/37              | 27                | 4                 | 2                 | 21                | 24                | 57                | -33               |                   |